# Rocky Cape
Rocky Cape är en ort i Australien. Den ligger i kommunen Circular Head och delstaten Tasmanien, i den sydöstra delen av landet, omkring 270 kilometer nordväst om delstatshuvudstaden Hobart. Antalet invånare är 381.
Runt Rocky Cape är det ganska tätbefolkat, med 54 invånare per kvadratkilometer.. Närmaste större samhälle är Sisters Beach, nära Rocky Cape. 
I omgivningarna runt Rocky Cape växer i huvudsak städsegrön lövskog. Genomsnittlig årsnederbörd är 1 572 millimeter. Den regnigaste månaden är augusti, med i genomsnitt 242 mm nederbörd, och den torraste är februari, med 46 mm nederbörd.